# Trasporti e vie di comunicazione a Ferrara
Il sistema di trasporti e vie di comunicazione a Ferrara è l'insieme dei servizi di trasporto pubblico offerti dalla città, nonché delle infrastrutture presenti nel territorio comunale estense.
Attualmente, i sistemi di comunicazione di Ferrara si stanno potenziando grazie alla sistemazione di infrastrutture già presenti oppure attraverso la costruzione di nuovi servizi, in particolare i collegamenti stradali.
Grazie alla sua posizione geografica che la pone nel pieno della Pianura padana, Ferrara è situata fra il crocevia stradale e ferroviario posto tra Bologna e Venezia oltre a possedere collegamenti diretti col Mare Adriatico e con Ravenna e Mantova.

## Sistema stradale

### Autostrade
Ferrara è servita dall'Autostrada A13 che collega Bologna a Padova ed è dotata di due caselli autostradali, Ferrara Nord e Ferrara Sud. Sono inoltre previsti i lavori che doteranno della terza corsia il tratto autostradale Ferrara-Bologna; l'apertura del cantiere è stata annunciata entro il 2010.

### Superstrade
La città è collegata al Mare Adriatico tramite il Raccordo autostradale 8, detto anche Raccordo Autostradale Ferrara-Porto Garibaldi oppure, più semplicemente, Ferrara-Mare. Questo tratto di superstrada ha inizio al casello di Ferrara Sud della A13 e prosegue per un tratto di circa 50 km sino ai Lidi di Comacchio in località Porto Garibaldi. Tale tratto viario non è al momento soggetto a pedaggio.

### Autostrada Cispadana
L'Autostrada Regionale Cispadana sarà la prima autostrada regionale presente in Emilia-Romagna che collegherà il casello di Ferrara Sud con l'Autostrada A22 presso il casello di Reggiolo-Rolo in provincia di Reggio Emilia. Tale asse viario sarà realizzato come alternativa alla Via Emilia al fine di alleggerirne il flusso di traffico. La Cispadana sarà soggetta a tariffazione, godrà delle caratteristiche di una autostrada e sarà dotata di quattro corsie, due per ogni senso di marcia..

### Strade statali
In ambito urbano, la città è servita dalla Tangenziale Ovest, costruita da ANAS, il cui primo tratto è stato aperto il 18 dicembre 2014 e collega la zona industriale con l'esistente asse di penetrazione est-ovest costituito dalle vie Beethoven e Wagner. Il secondo ramo della tangenziale, attualmente in costruzione, permetterà di collegare in modo diretto il tratto esistente con il casello di Ferrara Sud.
Ferrara è anche collegata a Pistoia tramite la Strada statale 64 Porrettana ed è interamente attraversata dalla Strada statale 16 Adriatica. Inoltre è collegata a San Benedetto Po nel mantovano tramite la Strada statale 496 Virgiliana.
Il territorio della provincia è invece interessato dal tracciato della Strada statale 309 Romea, transitante per Comacchio, che si collega al Raccordo Autostradale Ferrara-Porto Garibaldi.

### Strade urbane
Il territorio comunale di Ferrara è servito da numerosi assi stradali anche se essi non risultano soddisfacenti al fine di ridurre la forte presenza di veicoli sulle strade della città; nonostante ciò i più significativi punti di saturazione del traffico sono posti in corrispondenza dei principali accessi alla città (come i caselli autostradali o l'immissione in territorio comunale delle strade statali) e dai varchi per l'entrata o l'uscita dalla città storica. Della rete viaria che compone la maglia urbana, su 227 km soltanto 17,7 km sono interessati dalla congestione del traffico.

#### Varchi di immissione
Ferrara è collegata alla provincia e ai territori limitrofi nonché alle vicine città tramite numerosi varchi di immissione che permettono l'accesso dall'esterno alla città. Tali varchi, partendo da nord e proseguendo in senso orario, sono:
- Via Padova
- Via Copparo
- Via Pomposa
- Via Ravenna
- Via Bologna
- Via Arginone/Via Trenti
- Via Modena
- Via Eridano

#### Circonvallazioni
Attualmente il territorio urbano di Ferrara è servito dai cosiddetti viali di circonvallazione ovvero le principali arterie stradali che gravitano attorno al perimetro esterno delle mura storiche e che garantiscono gli accessi primari al centro della città. Partendo da nord in senso orario i viali sono:
- Via Bacchelli
- Via Gramicia
- Via Caldirolo
- Via Colombarola
- Viale Volano
- Via Darsena
- Viale IV Novembre
- Viale Po
- Via Porta Catena

La città dispone anche delle circonvallazioni esterne alle mura costituite a est dagli assi Via Caretti-Via Pontegradella, a sud dagli assi Via Wagner-Via Beethoven e ad ovest dall'asse Via Ferraresi. Su tale strada gravita un forte traffico il quale verrebbe deviato sulla nuova circonvallazione ovest che collegherebbe Via Ferraresi con, a nord-ovest, Via Modena. Tale opera è attualmente in fase di progetto.

## Sistema ferroviario
Sotto il profilo del trasporto ferroviario la città è servita da una stazione principale più altri due scali ferroviari di minore importanza.

### Stazione di Ferrara

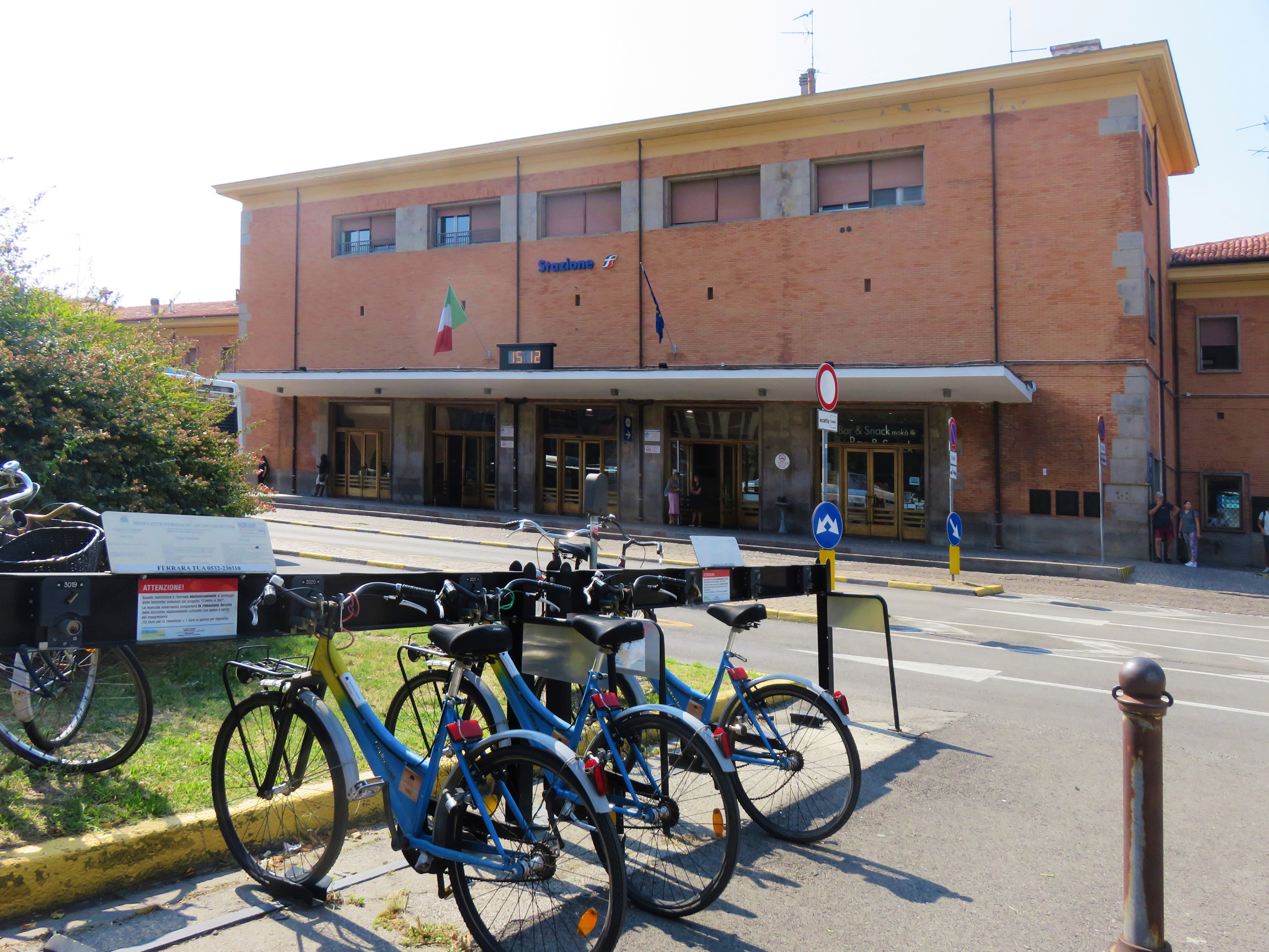
La Stazione di Ferrara

Il principale scalo ferroviario della città è rappresentato dalla Stazione di Ferrara classificata come stazione Gold da RFI. La stazione rappresenta una fermata della ferrovia Padova-Bologna la quale è stata considerata come linea di collegamento fondamentale.
La stazione offre quotidianamente collegamenti con le vicine località e con le principali città del nord Italia.
Nella provincia la stazione offre servizi per Codigoro tramite la ferrovia Ferrara-Codigoro, con Portomaggiore, Argenta e Bondeno.
In regione i principali collegamenti si hanno con Bologna, con Ravenna e Rimini tramite la Ferrovia Ferrara-Rimini.
Fuori dalla regione le principali direttrici collegano Ferrara a Suzzara tramite la ferrovia Suzzara-Ferrara, Rovigo, Padova, Venezia, Roma, Napoli, Bari, Bergamo, Siracusa, Pesaro, Udine e Trieste.
Il fabbricato viaggiatori è stato di recente sottoposto a ristrutturazione grazie alla partecipazione della stazione al progetto Centostazioni. La stazione offre tutti i servizi possibili ai viaggiatori ed è dotata di 6 binari per il traffico passeggeri e di 8 binari per il traffico merci. Tramite la nuova sistemazione della distribuzione delle merci in città sarà possibile eliminare i convogli merci che transitano in stazione per deviarli sul nuovo tragitto interrato di recente costruzione.

### Stazione di Ferrara Porta Reno

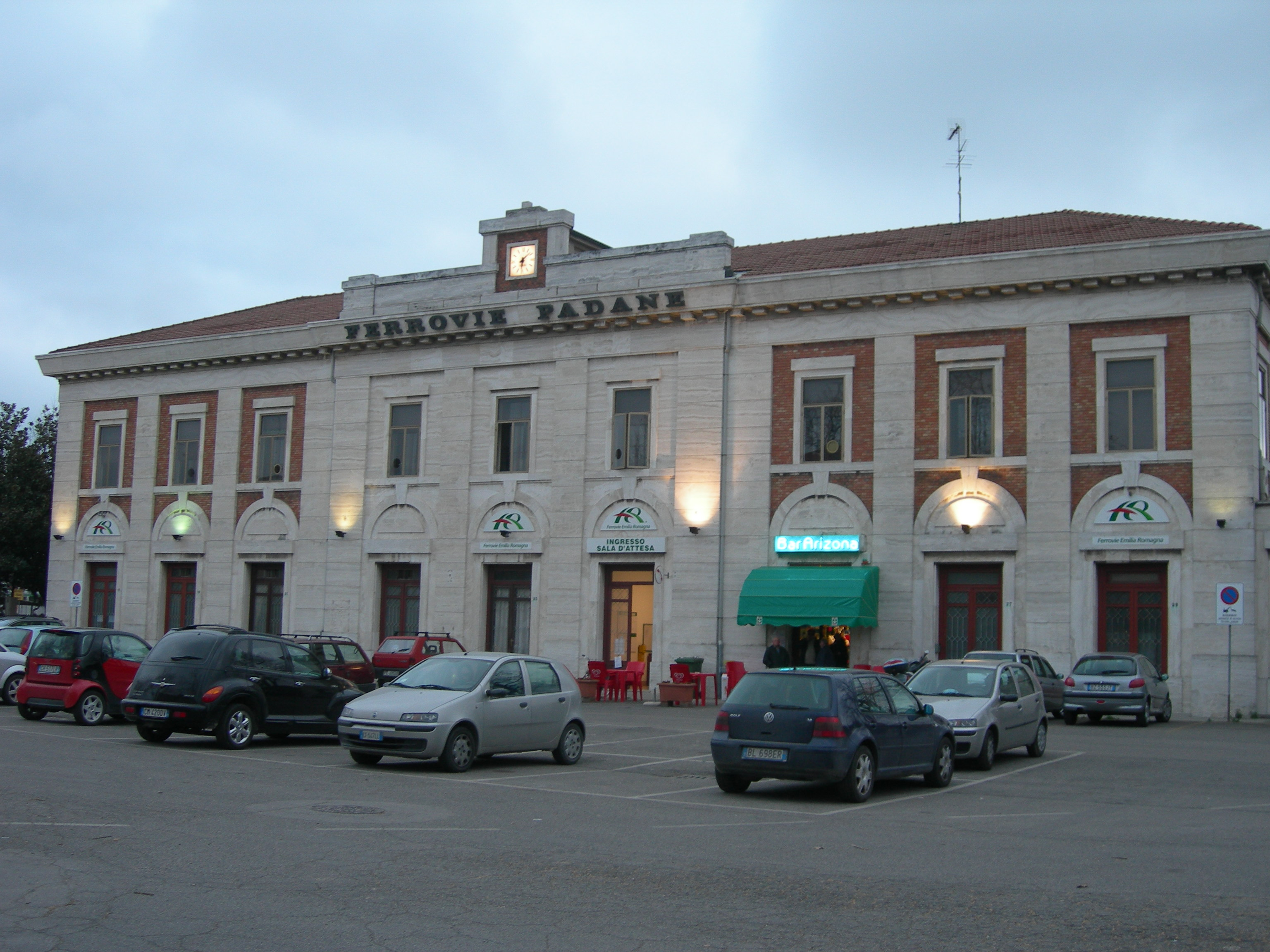
La Stazione di Ferrara Porta Reno

Il secondo scalo ferroviario della città è rappresentato dalla Stazione di Ferrara Porta Reno situata a sud-ovest della città nel quartiere del Foro Boario. La stazione rappresenta una fermata e talvolta anche capolinea della ferrovia Ferrara-Codigoro.
Il fabbricato viaggiatori offre pochi servizi quali la biglietteria, parcheggi per auto e servizi igienici.
La stazione di Porta Reno verrà nei prossimi anni dismessa in seguito all'interramento dei binari della ferrovia per adibirla a stazione della metropolitana leggera di Ferrara. Il fabbricato viaggiatori in ogni caso non verrà abbandonato ma sarà ristrutturato e riutilizzato per ospitare esercizi commerciali ed altri servizi legati al quartiere.
A poca distanza dalla stazione di Porta Reno si trova la Stazione di Ferrara Aleotti che rappresenta una fermata della ferrovia per Codigoro ed è utilizzata solamente dagli studenti che frequentano l'omonima scuola ubicata a pochi metri dalla fermata.
Anche per tale stazione si prevede l'interramento dei binari per trasformarla così in una fermata della metropolitana leggera.

## Mobilità urbana
La città e i principali centri urbani che vi gravitano attorno sono tutti serviti dal trasporto pubblico locale che attualmente e, parimenti, anche la provincia gode di una rete intensa di servizio extraurbano.

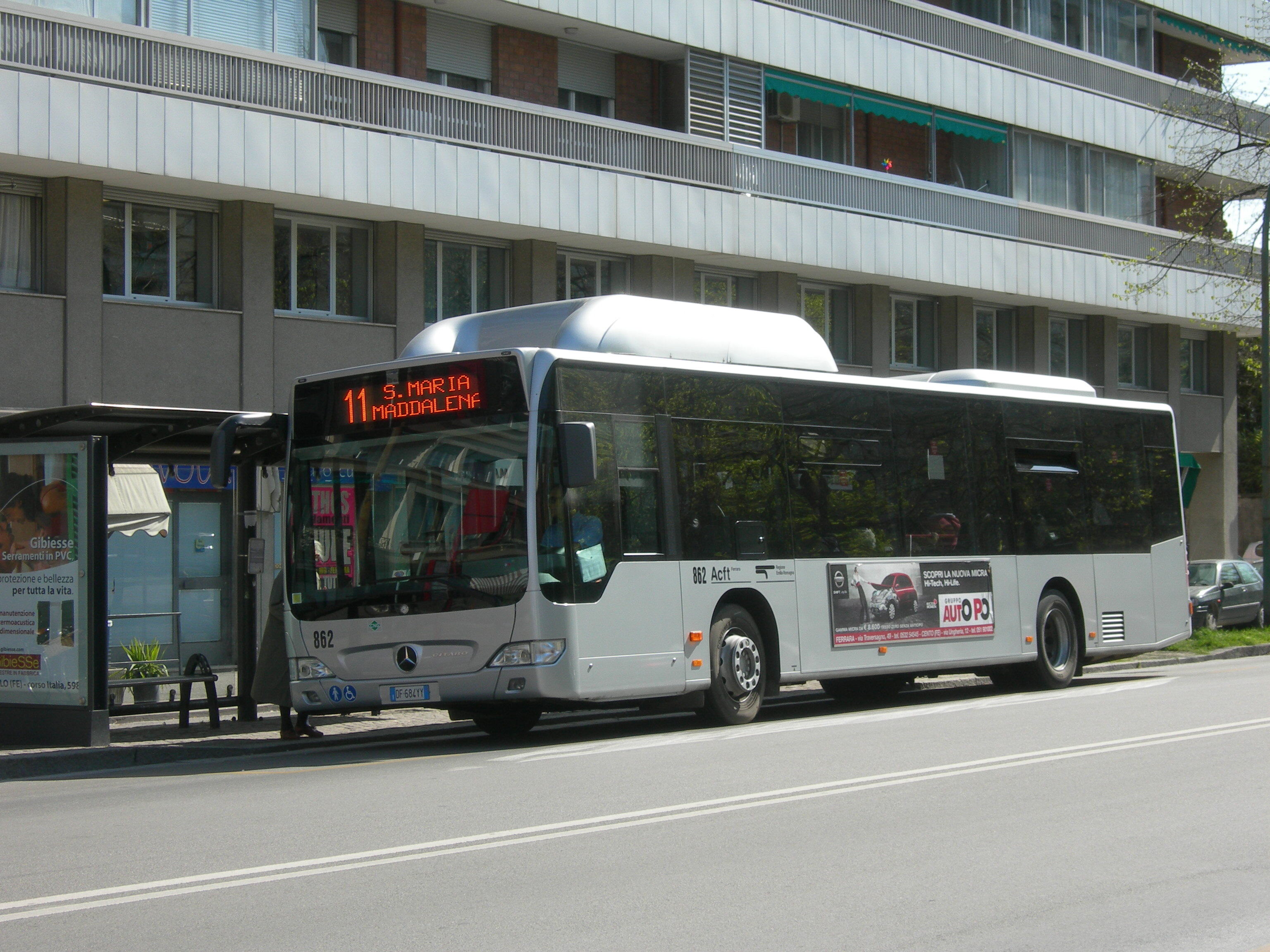
Mercedes-Benz Citaro sulla Linea 11 in sosta alle Barriere Cavour

### Trasporto pubblico urbano
Il trasporto pubblico urbano di Ferrara è attualmente costituito da 23 linee gestito da due società: AMI, che si occupa della pianificazione delle linee, dei percorsi e degli orari, e T.P.F. (Trasporto Pubblico Ferrarese Scarl - composto da Tper, FER e FEM, quest'ultimo un consorzio di imprese private formato da Cosepuri, La Valle Trasporti e Saca), alla quale fanno riferimento la gestione delle linee, gli automezzi e il personale di servizio.
Il Comune di Ferrara ha emanato un'ordinanza risalente al 2006 che prevedesse la diminuzione dei tragitti di autobus nel pieno del centro storico ovvero sull'asse Corso Martiri della Libertà, dove sono collocati il Castello Estense, il Teatro comunale di Ferrara e il Duomo, e Corso Porta Reno. Questo provvedimento ha sensibilmente diminuito il transito delle vetture in centro storico ma ha anche causato disagi riguardanti la poca accessibilità ad esso e la frequenza del servizio relativamente bassa. Attualmente il centro storico è servito da una linea, la linea 11, mentre nelle vicinanze del centro storico il servizio è piuttosto intenso.
Sull'asse Viale Cavour-Corso Giovecca, che rappresenta il viale storico più importante, transita la gran parte delle linee urbane ed extraurbane, diretta principalmente alla stazione e nelle immediate periferie. Frequenti sono i collegamenti con alcune importanti frazioni come Porotto, Pontelagoscuro, Pontegradella e Malborghetto di Boara.

### Ferrovia Ferrara-Codigoro
È in previsione un potenziamento della linea, con raddoppio parziale del binario e realizzazione di nuove fermate. Ciò permetterà di istituire un servizio ferroviario metropolitano fino a Quartesana, servendo anche il nuovo ospedale in località Cona.

### Trasporto pubblico extraurbano
La rete dei trasporti extraurbani, costituita da 49 linee, collega la città ai più importanti paesi della provincia. Si hanno collega con Copparo, Bondeno, Codigoro, Mesola, Poggio Renatico, Portomaggiore, Molinella (BO), Ostellato, Argenta, Comacchio e i suoi lidi.
Di minore frequenza sono invece i collegamenti con le vicine città di Bologna, Modena e Ravenna.

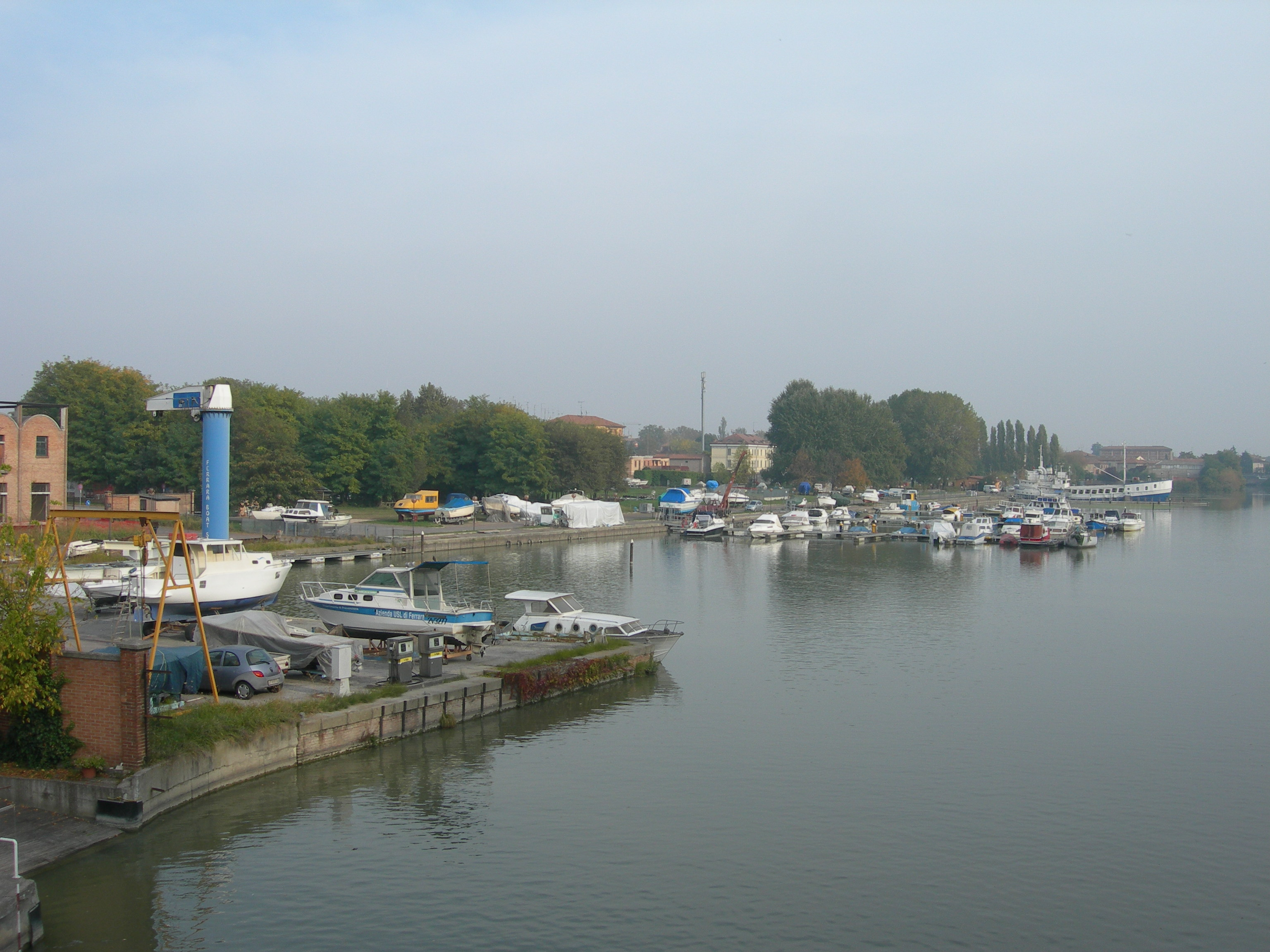
Il porto fluviale di Ferrara

### Idrovia
L'Idrovia Ferrarese rappresenta un'asta fluviale navigabile che parte dal Po nella conca di Pontelagoscuro e arriva a Porto Garibaldi ai Lidi di Comacchio passando per Ferrara e in alcune località della provincia.
Al fine di permettere il transito delle imbarcazioni è necessario avviare una serie di opere di bonifica e risanamento delle acque oltre all'innalzamento di alcuni ponti e alla costruzione di apposite banchine di attracco posizionate nelle principali località poste lungo il tracciato del fiume. Tale opera è in fase di ultimazione e potrà rappresentare oltre ad un'offerta turistica anche un'alternativa al trasporto delle merci che verrebbero così sottratte alle strade eliminando a loro volta le vetture che gravitano sulle strade ferraresi.
L'idrovia sarà dotata di 2 porti fondamentali, quello fluviale di Pontelagoscuro e quello fluviale-marittimo di Porto Garibaldi, insieme al terzo scalo più importante ovvero quello fluviale di Ferrara.

### Percorsi ciclabili
Ferrara viene spesso associata alle biciclette a causa del frequente e pervasivo uso di tale mezzo da parte dei suoi cittadini. Questo particolare, oltre a definire Ferrara con l'appellativo di città delle biciclette, ha indotto l'amministrazione comunale alla costruzione di sempre più piste ciclabili all'interno dell'area urbana, dell'hinterland e della provincia. A tutt'oggi ogni nuova arteria stradale ancora prima della sua costruzione viene progettata con annessa pista ciclabile. Ferrara è la città italiana in cui l'uso di tale mezzo è fra i più alti d'Europa, infatti nel 2000 un'indagine ha rivelato che il 30,9% dei ferraresi utilizza la bicicletta. Ferrara è stata anche inserita nel progetto Cities of Cyclists che accomuna tutte le principali città del mondo dove l'uso della bici risulta essere molto frequente.
L'area urbana ferrarese dispone di più di 84,7 km di piste ciclabili calcolando che in media ogni abitante dispone di circa 0,64 km di circuiti ciclo-pedonali. A Ferrara è anche presente un apposito “Ufficio Biciclette” dove si possono affittare bici e anche registrarle al fine di poterle in seguito ritrovare nel caso venissero rubate.

## Aeroporti
In città è presente un aeroporto, il “Michele Allasia”, sottotenente ferrarese durante la prima guerra mondiale, aperto al traffico civile anche se non ospita nessun volo nazionale. È presente l'Aero Club e una scuola di paracadutismo. Durante il Ferrara Balloons Festival l'aeroporto ospita l'esibizione delle Frecce Tricolori. È in progetto l'idea di spostare l'area dell'aeroporto in modo da poter ampliare la pista di atterraggio al fine di ospitare piccoli voli turistici o nazionali per aumentare l'afflusso turistico e garantire maggiori possibilità di collegamento.
Nella frazione di Aguscello è presente il secondo aeroporto della città, il “Prati Vecchi” che ospita una scuola di volo e ripara aerei storici oltre ad ospitare voli di piccoli velivoli bicicli.